# Jasieniewo
Jasieniewo (ros. Ясенево) – stacja moskiewskiego metra linii Kałużsko-Ryskiej (kod 108). Nazwa stacji pochodzi od pobliskiego rejonu Jasieniewo w południowo-zachodnim okręgu administracyjnym Moskwy. Wyjścia prowadzą na ulice Tarusskaja, Jasnogorskaja i Nowojasenewskij Prospekt.

## Wystrój
Stacja jest trzykomorowa, jednopoziomowa, posiada jeden peron. Dwa rzędy 26 kolumn obłożono szarym i zielonym marmurem. Ściany nad torami pokryto żółtymi i zielonymi metalowymi panelami ze zdobieniami. Podłogi wyłożono szarym granitem. Stację oświetlają żyrandole o prostych, geometrycznych kształtach.